# 1929 en Grèce
Chronologie de la Grèce
- 1925
- 1926
- 1927
- 1928
- 1929
- 1930
- 1931
- 1932
- 1933

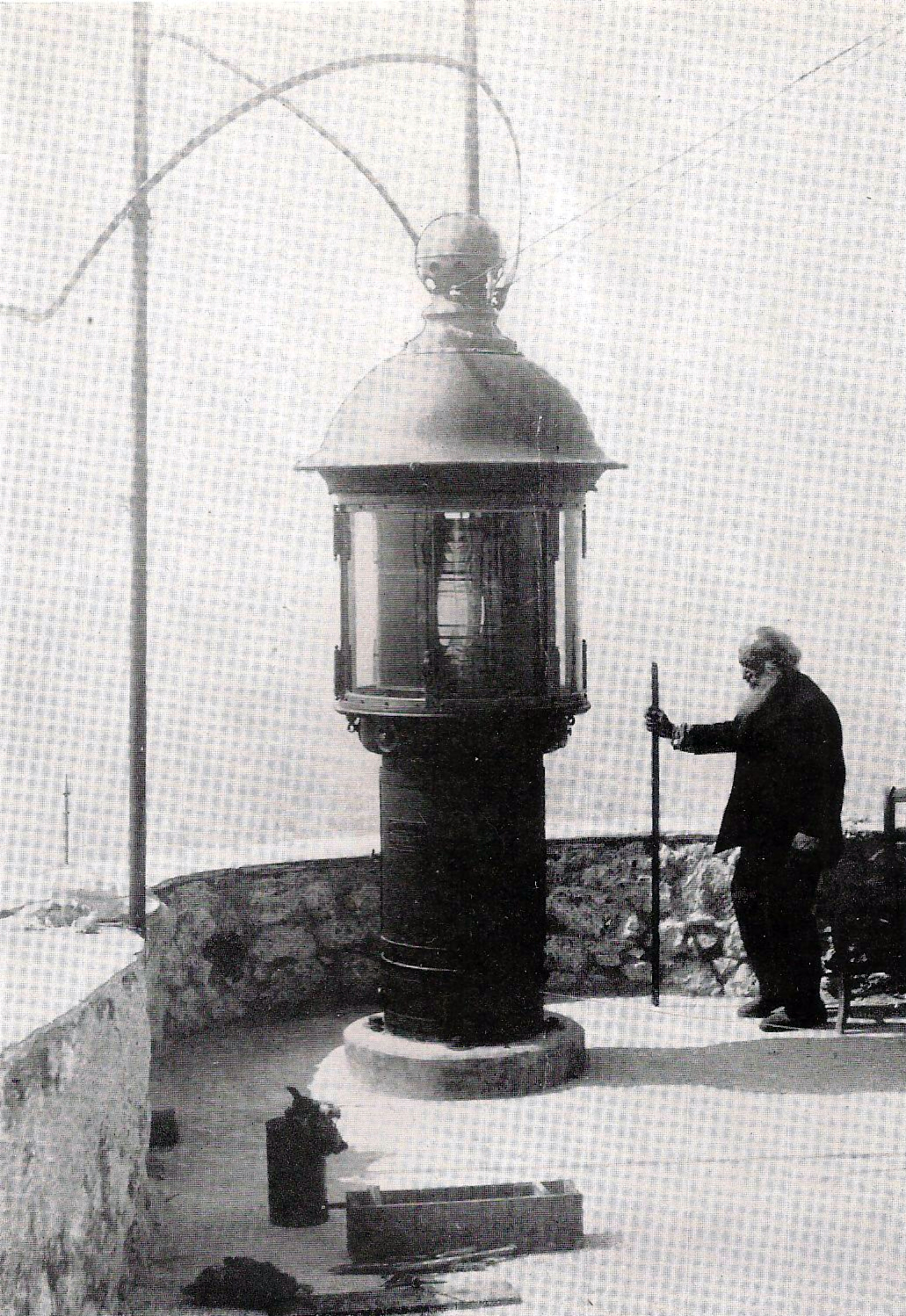
La lanterne de la paix, installée par Zonia Baber, sur l'Acropole d'Athènes, détruite par la Wehrmacht en 1944 (photo de 1929).

Cette page concerne les évènements survenus en 1929 en Grèce  :

## Évènement
- Instauration de l'Idionymon (en) par la loi 4229 : elle établit une peine de six mois d'emprisonnement pour toute personne qui tente d'appliquer des idées qui ont comme cible évidente le renversement violent du système social actuel, ou qui agit en faisant de la propagande pour leur application. La loi est dirigée contre les communistes et les anarchistes et est utilisée pour appliquer la répression contre le mouvement syndical.
- 21 avril : Élections sénatoriales (en)

## Sport
- Championnat panhellénique (1929-1930) (en)
- Création des clubs de football A.E. Irakleio F.C (en), Almyros F.C. (en), Eleftheroupoli F.C. (en), PAE Ergotelis Héraklion, A.S. Meteora F.C. (en) et Pamisos Messini (en).

## Sortie de film
- Astéro
- La Bourrasque
- Maria Pentayotissa
- Le Port des larmes

## Création
- ATEbank (en)
- Fin des travaux de construction du barrage de Marathon.
- Chemin de fer Franco-Hellénique (en)
- École expérimentale de Thessalonique (en)

## Naissance
- Ánna Kyriakoú, actrice.
- Níkos Mamangákis, compositeur.

## Décès
- Sotiría Alibérti, éducatrice et féministe.
- Emmanuel Benákis, personnalité politique et philanthrope.